# Château de Creyssels (Hérault)
Le château de Creyssels est un château viticole de la commune de Mèze, dans l'Hérault.